# Vestalke
Vestalke so bile svečenice rimske boginje Veste.
V Vestinem templju je moral namreč goreti večni ogenj, zanj pa so skrbele vestalke in skrbele, da ni nikoli ugasnil. V primeru, da je po vestalkini krivdi ogenj ugasnil, je bila strogo kaznovana. Pontifex maximus (vrhovni svečenik) je grešnico najprej prebičal, vestalke pa so morale s pomočjo sonca ogenj ponovno prižgati. Dan in noč so se tako izmenjavale, da ogenj na Vestinem svetišču ni ugasnil.
Vestalke so lahko postala samo dekleta iz boljših družin, v Vestinem svetišču pa so začele služiti s sedmimi leti in so tam ostale trideset let. Prvih deset let so se učile, drugih deset let izvajale naučeno, zadnjih deset let pa so poučevale mlajše vestalke. Šele po preteku njihove službe so se smele poročiti, do takrat pa so morale ostati device. Tisto, ki je to zaobljubo prelomila, so živo zakopali, kar naj bi se zgodilo tudi vestalki Rei Silviji, mitični materi Romula in Rema.
Vestalke so bile v rimski družbi izjemno cenjene in že kralj Numa Pompilij jim je podelil velike ugodnosti. Ob praznikih so bile pogosto zadolžene za pripravo jedi. Pazile so na številne svete predmete. Med njimi je bila tudi pravica, da so lahko napravile oporoko še za življenja svojih očetov in da so smele urejati svoje siceršnje zadeve brez skrbništva, prav tako kakor ženske s tremi otroki. Kadar so šle iz hiše, so pred njimi stopali liktorji, če pa na cesti naključno srečale kakega obsojenca na smrt, je bil le-ta pomiloščen.